# Морсхед, Генри Трейс
Ге́нри Трейс Мо́рсхед (англ. Henry Treise Morshead, 23 ноября 1882 — 17 мая 1931) — английский геодезист, исследователь и альпинист. Известен своими исследованиями Большого каньона Цангпо (кит. 雅鲁藏布大峡谷) (совместно с Фредериком Бейли), в ходе которых было окончательно установлено, что река Ярлунг Цангпо (тиб. ཡར་ཀླུངས་གཙང་པོ་) пересекает Гималаи и впадает в Брахмапутру. Участвовал в двух первых экспедициях на Джомолунгму в 1921 и 1922 годах. Был убит выстрелом в упор в мае 1931 года; убийство так и осталось нераскрытым.

## Ранние годы
Родился 23 ноября 1882 года в Hurlditch Court, около города Тависток на крайнем юго-западе Англии. Был старшим сыном в семье. Отец — банкир Регинальд Морсхед, мать — Элла Мэри Морсхед (урождённая Сперлинг). Учился в Винчестерском колледже, затем со второй попытки поступил в Королевскую военную академию в Вулидже, которую окончил в 1901 году, и стал офицером Корпуса королевских инженеров. Повышал квалификацию в чатемской Королевской школе военных инженеров (англ. Royal School of Military Engineering); после неё в 1904 году был направлен в Британскую Индийскую армия, в подразделение военных работ и сервиса Королевских инженеров (англ. Royal Engineers' Military Works Services) в городе Агра.
В 1906 году Морсхед перешёл в Картографическое управлении Индии (англ. Survey of India), сохранив статус британского военнослужащего и воинское звание (что тогда было вполне обычным в подобных случаях). В этом управлении он служил до конца жизни, за исключением периода Первой мировой войны. Основным местом службы стал научно-географический штаб Картографического управления Индии, располагавшийся в городе Дехрадун на севере Индии. Там Морсхед работал в офисе картографирования лесов (Forest Map Office), потом в вычислительном офисе (Computing Office), затем в триангуляционной экспедиции (Triangulation Surveying Party). Так он стал известным исследователем Гималаев, а особенно Тибета, участвовал в нескольких тяжёлых и опасных зимних гималайских экспедициях.
В 1912 году Морсхед получил звание капитана.
В 1916 году он впервые встретился со своей будущей женой Эвелин (Эви) Уиддикомб (Evelyn (Evie) Widdicombe), которая тогда работала секретарём и библиотекарем в National Froebel Foundation. Её семья переехала в Канаду когда Эвелин была ещё ребёнком. Но её отец не добился успехов на новом месте, и мать с дочерью вернулись в Англию. Там мать Эвелин основала дамский жилой клуб (англ. ladies' residential club), который оказался успешным начинанием.
Свадьба Генри Морсхеда и Эвелин Уиддикомб состоялась в 1917 году; затем у них родилось четверо сыновей и одна дочь
. Двое их сыновей впоследствии погибли на Второй мировой войне.

## Исследования ущелья Цангпо
Основная статья: Исследование Бейли-Морсхеда (англ. Bailey–Morshead exploration of Tsangpo Gorge)
К северу от Гималаев река Ярлунг Цангпо (тиб. ཡར་ཀླུངས་གཙང་པོ་) течёт на восток по Тибетскому нагорью, а затем поворачивает на юг и проходит через несколько больших ущелий в гималайских горах. До 1880-х годов эта местность оставалась практически неисследованной, и было неизвестно, куда дальше направляется Ярлунг Цангпо, впадает ли она в Индийский или в Тихий Океан, и где.
В 1911 году подавляющее большинство исследователей были согласны с тем, что Ярлунг Цангпо впадает в Брахмапутру. Но их смущал огромный перепад высот: с 2700 до 300 метров над уровнем моря на протяжении всего 160 километров течения реки. Подобный спуск представлялся слишком крутым для рек такого размера. Казалось, что где-то должен быть огромный водопад, и Кинтхуп (англ. Kinthup) сообщил, что видел такой водопад высотой 46 метров.
В 1913 году Фредерик Бейли, офицер разведки Британской Индийской армии, пригласил Морсхеда в качестве геодезиста в экспедицию на Большой каньон Цангпо (кит. 雅鲁藏布大峡谷) (ущелье Цангпо), который ныне известен как самое глубокое ущелье в мире.
Морсхед провёл рекогносцировку маршрута, экспедиция выдвинулась в пути и подошла к Гималаям с юга. Идя вдоль реки Дибанг вверх по течению, исследователи пересекли гималайский водораздел и вошли в Тибет. Далее их путь лежал вверх по течению Брахмапутры, которая в тех краях называлась Дихангом, и далее в каньон.
Когда экспедиция была на реке Лагунг (недалеко к востоку от Намча Барва), её участники были арестованы по приказу Ньерпы Пома (англ. Nyerpa of Pome) и отправлены в Шова на реке По Цангпо. Через несколько дней их освободили. В итоге они опять пришли к реке Диханг, снова двинулись вверх по течению. Обойдя с юга пик Гиала-Пери, участники экспедиции вошли в ущелье Цангпо на его повороте, но затем смогли дойти только до Пемакой-чен (ныне Медог), пройдя 72 км вверх по течению Лагунга. Далее это ущелье оказалось непроходимым. Пришлось развернуться и возвращаться в Индию через восточный Бутан.
Всего эта экспедиция прошла 2700 километров пешком и продолжалась с 16 мая по 14 ноября 1913 года.
Ею было установлено, что река Дибанг, приток Брахмапутры, в основном обтекает Гималаи, а не проходит сквозь этот горный массив, и не соединяется с Цангпо. Эта экспедиция также подтвердила, что Цангпо, Диханг и Брахмапутра — это одна и та же река, и впервые нанесла на карты её точное местоположение. Но самый высокий из обнаруженных водопадов на этой реке ниспадал с высоты всего 9,1 м, и теперь представлялось маловероятным, что где-то ещё на этой реке могут быть бо́льшие водопады.
За эти достижения United Service Institution of India наградил Морсхеде медалью Макгрегора. В то время такая экспедиция представлялась подвигом и получила международную известность.

## Первая мировая война
Когда в 1914 году началась Первая мировая война, Морсхед был отозван из Индии обратно в Англию, чтобы обучать сапёров. В 1915 году он командовал 212-й полевой компанией (англ. Field Company) 33-й дивизии Королевских инженеров, которая участвовала в боях за редут Гогенцоллерн, затем в битве на Сомме, после которой в 1916 году Морсхед был повышен в звании до майора и награждён орденом «За выдающиеся заслуги».
В 1917 году он участвовал в битве при Аррасе и битва при Пашендейле. Заразился волынской лихорадкой, из-за чего был эвакуирован домой. В 1918 году вернулся во Францию, где продолжил военную службу, был временно повышен до подполковника, командовал 46-й (северно-центральной) дивизией дивизионных инженеров (англ. North Midland Divisional Engineers).
Во время переправы через канал Сен-Катен Морсхед был ранен шрапнелью и отправлен на лечение в Англию. Вернулся в строй через три недели, когда Первая мировая война как раз закончилась.
Вместе с войной закончилось и временное повышение Морсхеда; он снова стал майором и вернулся в Картографическое агентство Индии, чтобы руководить географическими исследованиями Вазиристана.
В 1920 году вместе с Александром Келласом Морсхед предпринял попытку восхождения на вершину горы Камет (англ. Kamet) (7756 метров над уровнем моря), но местные носильщики их подвели, отказавшись устанавливать палаточный лагерь на высоте 7200 м н.у.м.

## Экспедиции на Джомолунгму
В 1921 году Морсхед вошёл в основной состав британской разведывательной экспедиции на Джомолунгму, где возглавлял экспедиционную группу Картографического агентства Индии. Эта группа составила топографические карты в масштабе четыре мили в дюйме (1:250 000) прежде полностью неизвестной территории 12 000 квадратных миль (31 000 км2). Во время этого исследования было совершено первовосхождение на вершину Кама Чангри (6500 м н.у.м.), а Джордж Мэллори впервые в истории разбил лагерь на перевале Лхакпа-Ла (6810 м н.у.м.).
В 1922 году в следующей британской экспедиции на Джомолунгму Морсхед стал участником группы восхождения. Но решение о включение Морсхеда в состав этой экспедиции было принято в последний момент, и он не успел нормально подготовиться: в частности, одежду для горного похода ему пришлось покупать уже по пути на Джомолунгму в городе Дарджилинг, и эта одежда не вполне соответствовала климату на высочайшей горе. 20 мая 1922 года Морсхед, Мэллори, Говард Сомервелл и Тэдди Нортон предприняли первую попытку восхождения, причём без использования кислородных баллонов. Когда эта группа восхождения покинула Северное седло и начала подъём на северо-восточный гребень Джомолунгмы, рюкзак Нортона сорвался и упал на ледник внизу, а в том рукзаке была одежда и снаряжения, нужные для установки лагеря V на высоте 7600 метров над уровнем моря — выше, чем когда-либо прежде. На следующее утро ещё один рюкзак соскользнул вниз на 30 метров, и Морсхед спускался за ним. После этого у Морсхеда уже не осталось сил, чтобы продолжать восхождение, и он вернулся в лагерь V, а остальные альпинисты решили всё-таки идти к вершине. Но им удалось подняться только до высоты 8225 метров над уровнем моря и вернуться живыми.
В лагере V Мэллори, Сомервелл и Нортон воссоединились с Морсхедом, но к тому времени там резко похолодало, и все четверо немедленно пошли дальше вниз, в лагерь IV на Северном седле. Они шли в одной связке. Морсхед поскользнулся и потащил за собой ещё двоих вниз по горному кулуару. Но Мэллори сумел зацепиться и остановить падение, чем спас всю группу.
В лагерь IV четверо восходителей пришли поздно вечером, в 22:30. Однако из-за ошибок в организации доставки в этом лагере не оказалось ни печки, ни топлива, ни даже еды. Кое-как пережив ночь на Северном седле, они спустились ещё ниже на ледник, однако Морсхед, по словам Сомервелла, был недалёк от смерти. Нортон, в тот момент руководивший экспедицией, высоко оценил стойкость и мужество Морсхеда: «несмотря на плохой срыв с обледенелого склона, он упорно продолжал идти и ни на что не жаловался, понимая, что от его способности „держать курс“ зависит безопасность всей группы».
Во время этой попытки восхождения Морсхед получил серьёзное обморожение рук и ног, приведшее к ампутации трёх пальцевых суставов, но не сказал товарищам о том, как ему больно.

## Бангалор и Бирма
Морсхед хотел принять участие и в третьей британской экспедиции на Джомолунгму. Из-за ранее полученных травм он уже не мог быть альпинистом группы восхождения, однако ему предложили роль менеджера доставки и базового лагеря. Морсхед был согласен и на это, но не смог уйти со своей работы в Картографическом агентстве Индии даже в неоплачиваемый отпуск, в результате так и не вернулся на Джомолунгму.
Однако на Олимпиаде-1924 Морсхед и другие участники экспедиции 1922 года получили медали за альпинистские достижения.
В 1923 году Морсхед продвинулся по службе в Картографическом агентстве, но был направлен в Бангалор, расположенный далеко на юг от Гималаев. Оставался социально активным, занимался охотой и спортом.
В 1927 году Морсхед вошёл в состав экспедиции Кембриджского университета на Западный Шпицберген, после которой работал в городе Басра, входившем тогда в состав британской подмандатной Месопотамии (ныне Ирак). В 1928 году получил постоянное звание подполковника и должность заместителя директора Геодезического отделения (англ. Geodetic Branch).
В апреле 1929 года Морсхед стал директором Бирманского круга Картографического агентства Индии и переехал в город Мемьо в Бирме, которая в то время была провинцией Британской Индии. Там он изучал бирманский язык и вёл географические исследования. Вскоре после этого старший сын Морсхеда отправился с няней в Англию, чтобы там учиться в школе; до того жена и дети не разлучались с отцом.

## Смерть
В феврале 1931 года Морсхед оставлася в Бирме, в то время как его семья вернулась в Англию из-за учёбы детей в школе. А в Бирме тогда начались беспорядки, перешедние в восстание против британского правления. Восставшие закхины (бирм. တို့ဗမာအစည်းအရုံး) уже были в окрестностях Мемьо. В одного из коллег Морсхеда выстрелил недовольный работник Картографического агентства, позднее обвинённый в покушении на убийство.
17 мая 1931 года Морсхед в одиночку отправился в поездку верхом на своём пони, который в тот же день пришёл обратно без седока. На следующий день после интенсивных поисков тело Морсхеда было найдено в джунглях неподалёку от города; на нём обнаружилось огнестрельное ранение грудной клетки выстрелом в упор, вероятно оказавшееся причиной смерти. По подозрению в причастности к этому убийству были арестованы два человека: бывший гуркха, который был на стрельбах в то время, и тот, чей пистолет был использован для убийства Морсхеда. Но у обоих оказались надёжные алиби и отсутствовали сколь-нибудь ясные мотивы, и до суда дело не дошло. Убийство Генри Морсхеда так и осталось нераскрытым.
Сын Морсхеда Иан (Ian) в 1982 году опубликовал биографию своего отца. В отношении смерти отца он высказал большие сомнения, поскольку газеты сначала сообщали, что Генри Морсхед был убит человеком, потом — тигром, затем — повстанцами. В 1980 году Иан Морсхед приезжал в Бирму, пытаясь провести собственное расследование, узнать что-нибудь у людей, живших там в то время. Одной из таких оказалась сестра Генри Морсхеда Рут (Ruth), которая оставалась с ним в Бирме после того, как его жена и дети отправились в Англию. Рут тогда каталась верхом на лошадях вместе с лидером местной общины Сьедом Али (Syed Ali). Генри Морсхед неодобрительно относился к Сьеду Али и, возможно, поссорился с ним. Есть версия, что тот пони, на котором Генри Морсхед отправился в свою последнюю поездку, был не его собственным, а взятым напрокат у Сьеда Али, поскольку когда этот конь вернулся один в Мемьо, он прошёл мимо дома Морсхеда и направился к дому Али. Иан подозревает, что организатором убийства его отца мог быть Сьед Али, а исполнителем — какой-нибудь гуркха, но сам сильно сомневается в этом.

## Пояснения
1. ↑  Это подразделение выполняло военно-инженерные работы в Индии и Бирме.
2. ↑  Глубина этого ущелья - 5070 метров. Для сравнения: глубина Большого каньона в США всего 2133 метра[12].
3. ↑  англ. 
he kept going doggedly without complaint and in spite of a bad fall on an ice slope, knowing that the safety of the whole party depended on his determination to 'stay the course'
4. ↑  В Британской Индии многие правительственные функции были подразделены между региональными директоратами, которые назывались «кругами» (англ. Circles)